# Phường 3, Vũng Tàu
Phường 3 là một phường thuộc thành phố Vũng Tàu, tỉnh Bà Rịa – Vũng Tàu, Việt Nam.

## Địa lý
Phường 3 nằm ở trung tâm thành phố Vũng Tàu, có vị trí địa lý:
- Phía đông giáp phường Thắng Tam
- Phía tây giáp Phường 1
- Phía nam giáp Phường 2
- Phía bắc giáp Phường 4 và Phường 8.

Phường có diện tích 0,9 km², dân số năm 1999 là 15.373 người, mật độ dân số đạt 17.081 người/km².

## Lịch sử
Phường 3 được thành lập vào ngày 14 tháng 5 năm 1986 trên cơ sở một phần diện tích và dân số của phường Thắng Tam cũ. Khi mới thành lập, phường trực thuộc đặc khu Vũng Tàu – Côn Đảo.
Ngày 12 tháng 8 năm 1991, đặc khu Vũng Tàu - Côn Đảo giải thể, Phường 3 trực thuộc thành phố Vũng Tàu như hiện nay.

## Hành chính
Phường được chia thành 5 khu phố, đánh số từ 1 đến 5.
Trụ sở Hội đồng Nhân dân & Ủy ban nhân dân phường 3 đặt tại số 46 Trương Công Định.

## Giáo dục
Trường Tiểu học Bàu Sen là trường tiểu học chính của phường. Cơ sở trường được xây dựng trên một hồ sen đã lấp, do đó có tên này. Trường tuyển học sinh cư trú tại các khu phố 1, 2, 3, 5 của phường 3.
Phường 3 cũng nằm trong địa bàn tuyển sinh của Trường tiểu học Đoàn Kết, với một số ít học sinh cư trú tại khu phố 4.
Về cấp bậc trung học cơ sở, toàn bộ phường 3 nằm trong tuyến tuyển sinh của Trường THCS Châu Thành.
Trên địa bàn phường có một cơ sở đào tạo của Đại học Bà Rịa - Vũng Tàu (cơ sở Trương Công Định), và một cơ sở của Trường Cao đẳng nghề tỉnh Bà Rịa - Vũng Tàu.

## Cơ sở thờ tự
Nhà thờ Tin lành Vũng Tàu, một chi hội của Hội thánh Tin lành Việt Nam (Miền Nam), tọa lạc tại số 164 Bacu. Nhà thờ được mở năm 1955 và là một trong hai nhà thờ tin lành duy nhất trên địa bàn thành phố.
Phật Bửu Tự là ngôi chùa duy nhất trong phường, được Hòa thượng Thích Minh Trực thành lập năm 1964.

## Giao thông
Đường Trương Công Định là con đường trục chính của phường. Con đường này chạy từ Ngã Năm đến đường Quang Trung theo hướng Đông Bắc - Tây Nam.
Đường Bacu nằm ở ranh giới của phường với phường 4 là một tuyến phố thương mại lớn của Vũng Tàu.
Đường Nam Kỳ Khởi Nghĩa chạy dọc theo ranh giới phía đông của phường giáp phường Thắng Tam

## Công viên

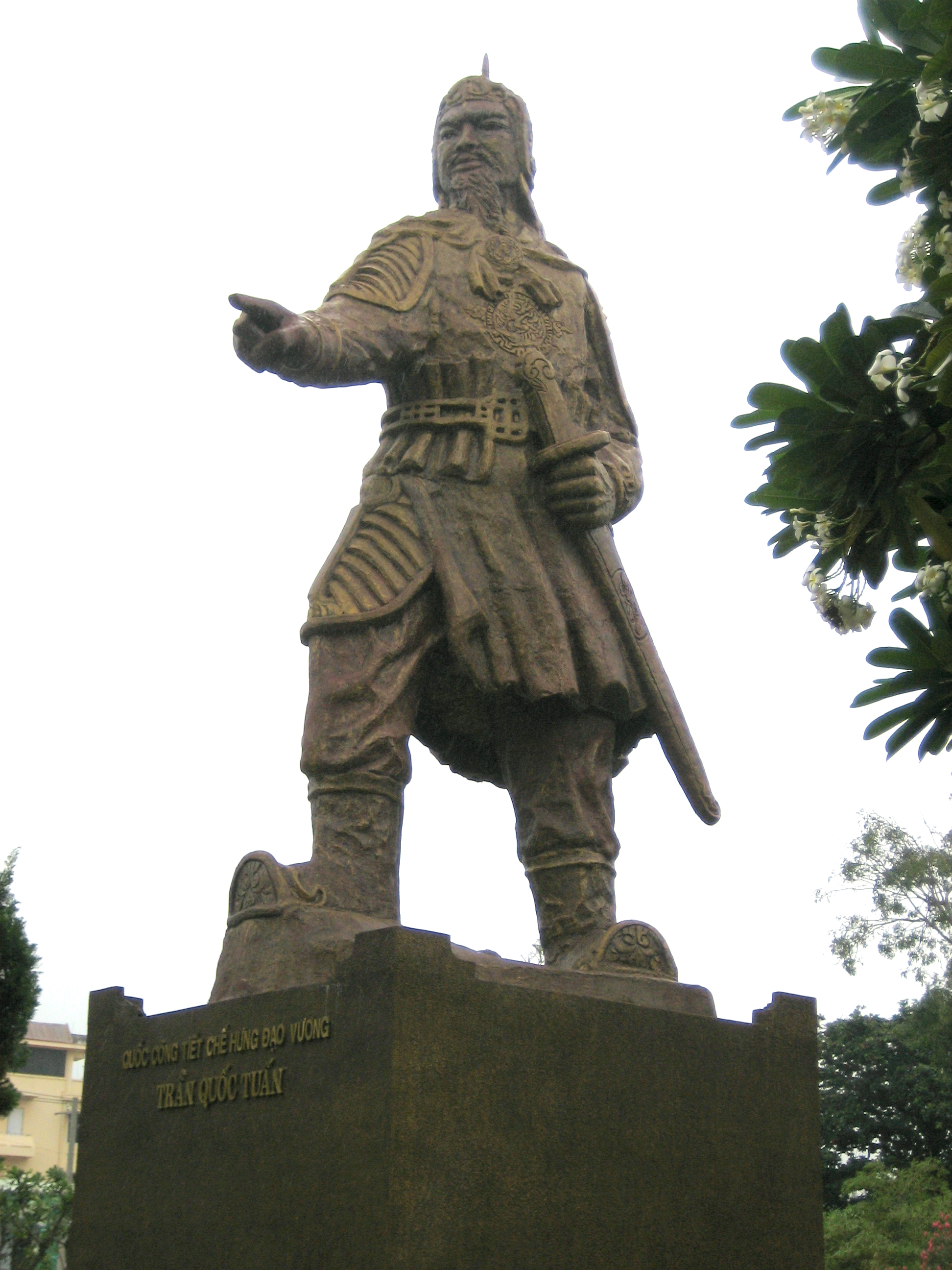
Tượng Trần Hưng Đạo

Công viên Trần Hưng Đạo là công viên duy nhất trong phường. Trong công viên có một pho tượng Hưng Đạo Vương Trần Quốc Tuấn và là một biểu tượng văn hóa của Vũng Tàu.